# Connexxion
Connexxion N.V. è un'azienda olandese di trasporto pubblico che opera in gran parte dei Paesi Bassi. Fa parte del gruppo Transdev, che ne condivide l'azionariato con Bank Nederlandse Gemeenten.

## Storia
L'azienda fu fondata il 10 maggio 1999 da quattro operatori di trasporto pubblico: NZH, ZWN, Midnet e Oostnet. Nel gennaio 2007 Connexxion deteneva l'intero capitale di Gemeentelijk Vervoer Utrecht (GVU) e di Novio, gestendo il trasporto pubblico di Utrecht e Nimega.
Pochi mesi dopo, il 12 ottobre 2007, si procedette ad una parziale privatizzazione della società con la vendita del 67% delle azioni ad un consorzio formato da Transdev (75%) e Bank Nederlandse Gemeenten (25%), che ricevettero rispettivamente il 50% e il 17% delle quote. Nel febbraio 2013 il rimanente 33% detenuto dal governo olandese, attraverso il Ministero delle finanze, fu venduto a Transdev per 132 milioni di euro.
Transdev, che operava nei Paesi Bassi già attraverso Veolia Transport Nederland, scelse di fondere quest'ultimo con Connexxion unificando le sue due filiali olandesi nel dicembre 2016.